# Jeux d'artifices
Jeux d'artifices és una pel·lícula francesa dirigida per Virginie Thévenet, estrenada el 1987.

## Sinopsi
L'Elisa i l'Eric són dos adolescents orfes. Per viure, transformen el seu pis dels suburbis en un estudi fotogràfic, on treballen gairebé desconnectats del món. Només tenen un amic, Jacques; després ve Stan, un estatunidenc del qual s'enamora Elisa, i tot canvia.

## Repartiment
- Myriam David : Elisa
- Gaël Seguin : Eric
- Ludovic Henry : Jacques
- Dominic Gould : Stan
- Andrée Putman : Mme Jean
- Friquette Thévenet : Friquette
- Eva Ionesco : Eva
- Arielle Dombasle : Arielle
- Claude Chabrol : El pare de Jacques
- Étienne Daho : Etienne
- Farida Khelfa : Farida
- Philippe Collin : Le père
- Marco Prince : Napoléon
- Ariel Genet : Al Johnson
- Dimitri de Gunzbourg : El pirata
- Yamil Le Parc : El matador
- Claude Sabbah : Darius
- Siobhan Taylor : Rosanna
- Michou de Bonnerive : La conserge
- Maud Molyneux : Mme Duval
- François Baudot : El notari
- Paquita Paquin : La cliente-photos
- Marie Beltrami : L'estanquera
- Dominique Larger : L'uixer
- Frédéric Mitterrand : El presentador de la tele
- Virginie Thévenet : Chérubin
- Swann Arlaud : un enfant

## Recepció crítica
| «                                        | Els herois de Virginie Thévenet són germà i germana, la seva mare acaba de morir, el seu pare és un llunyà indiferent. Es deixen viure, deixen que els altres els cuidin, i com de bonics que són, funciona. Viuen amb un músic absent en un apartament de luxe que s'assembla a la cova d'Ali Baba i una botiga d'accessoris. La noia es prepara per al conservatori de cant, el nen pinta fotos amb la seva germana i persones que coneix com a models, ell que no surt mai. Tancats en aquest cau, ell i ella entre ells, són tota la terra i tot l'amor del món. Venen directament de Jean Cocteau i són rèpliques de finals de segle dels seus Enfants terribles. | » |
| — Colette Godard, Le Monde, 25 març 1987 | |   |